# Coptocycla arcuata
Coptocycla arcuata es un coleóptero de la familia Chrysomelidae.
Fue descrita científicamente en 1787 por Swederus.